# Assassini
Assassini (engl. Originaltitel The Assassini) ist ein Kriminalroman des US-amerikanischen Autors Thomas Gifford, der erstmals 1990 erschien und im Milieu der katholischen Kirche und des Vatikans spielt. Die deutsche Übersetzung stammt von Wolfgang Neuhaus.

## Handlung
Oktober 1982: Die beliebte Ordensschwester Valentine Driskill wird ermordet, woraufhin ihr Bruder Ben, ein ehemaliger Jesuit und jetziger Anwalt, Ermittlungen anstellt. Ein geheimnisvolles Foto aus dem Jahr 1943 zeigt vier unbekannte Männer. Auf der Suche nach ihnen – und dem fünften, der das Bild gemacht hat – kommen Ben sowie die Ordensschwester Elizabeth Cochran, eine enge Freundin der ermordeten Valentine, einer Verschwörung um Kunsthandel der katholischen Kirche mit den Nationalsozialisten auf die Spur, in die höchste Kreise des Vatikans verwickelt sind. Driskill findet weiterhin heraus, dass Papst Pius XII. während des Zweiten Weltkriegs die sogenannten Assassini reaktiviert hatte. Diese organisierten den Kunsthandel mit den Nazis und verübten zudem Auftragsmorde. Der Anführer der Assassini, Simon Verginius, gab offensichtlich den Mord an Valentine Driskill und anderen, die dem Geheimnis auf der Spur waren, in Auftrag.
Des Weiteren liegt Papst Calixt IV. im Sterben, und im Rennen um seine Nachfolge ist eine hochmütige und skrupellose Elite von Kardinälen bereit, über Leichen zu gehen. Die zwei Papabili sind der progressive Giacomo D'Ambrizzi sowie der konservative Manfredi Indelicato. Ben Driskill findet heraus, dass Kardinal D'Ambrizzi Simon Verginius ist, der ehemalige Anführer der Assassini, und beschuldigt ihn demzufolge, der Drahtzieher hinter den Morden zu sein. Nachdem der Kardinal Driskill und Schwester Elizabeth in den Vatikan bestellt, erfahren die beiden die ganze Wahrheit: D'Ambrizzi alias Simon wollte die Zusammenarbeit mit den Nazis beenden und mit seinen Assassini ein Attentat auf Pius XII. verüben. Da die Verschwörung zur Ermordung Pius’ XII. durch einen der Assassini, einen Mann namens Archduke, verraten wird, erfährt der Papst von dem Attentatsversuch. Er beauftragt den jungen Geistlichen Manfredi Indelicato, D'Ambrizzi aufzuspüren. Indelicato war es auch, der den ehemaligen Assassinen August Horstmann zu dem Glauben verleitete, er sei Simon. Horstmann ermordete daraufhin Valentine Driskill. Kurz darauf wird Indelicato zu einem Gespräch bei Calixt IV. gerufen und von diesem ermordet. Der im Sterben liegende Papst, ebenfalls einer der Assassini, handelte im Auftrag D'Ambrizzis. Dieser "findet" mit Driskill den toten Indelicato, entwendet die Mordwaffe und lässt offiziell verlauten, dieser sei einem schweren Herzinfarkt erlegen.
Ben Driskill kehrt schließlich in die Vereinigten Staaten zurück, um seinen kranken Vater Hugh, einen einflussreichen Anwalt, zu besuchen. Dabei stellt sich heraus, dass Driskills Vater Archduke ist und die Verschwörung gegen Pius XII. verraten hatte. Driskill Senior wusste auch, dass Indelicato den Mord an seiner Tochter Valentine in Auftrag gab, um zu vertuschen, dass er an dem Handel zwischen Kirche und Nazis beteiligt war. Als Ben seinen Vater zur Rede stellt, taucht August Horstmann auf, der herausgefunden hatte, dass er auf eine List Indelicatos hereingefallen war, und erschießt Hugh Driskill. Er selbst wird anschließend von Ben Driskill erschossen.
Zum Ende der Handlung stirbt Papst Calixt IV., der nach dem Mord an Kardinal Indelicato ins Koma gefallen war. Wer sein Nachfolger wird, bleibt offen.

## Hintergrund
Gifford recherchierte für sein größtes Einzelwerk über fast ein ganzes Jahrzehnt hinweg, bevor es im Jahr 1990 veröffentlicht wurde. Das Buch war ein großer kommerzieller Erfolg. Es wurde, wie später auch Dan Browns „Sakrileg“, von Kirchenvertretern wegen seiner stark Vatikan-kritischen Handlung kritisiert.

## Stil
Das Buch erzählt die Driskill betreffenden Kapitel der Geschichte in der ersten Person, wechselt aber für die Handlungsstränge, die andere Figuren betreffen, in die dritte Person.
Die Handlung ist mit zahlreichen Verweisen und Hintergrundinformationen sowie Anekdoten gespickt, die aus Giffords Sicht die Geschichte der katholischen Kirche beleuchten. Der Autor sieht eine über Jahrhunderte gewachsene Funktion verschiedener vatikanischer Organe als mächtigen internationalen Geheimdienst mit unvorstellbarer weltlicher – vor allem finanzieller – Macht. Er behauptet auch eine geballte Informationsmacht der Geheimen Archive des Vatikans.

## Ausgaben
- Thomas Gifford: Assassini. Bergisch Gladbach, Lübbe 1991 ISBN 3-7857-0609-X und ISBN 3-404-13509-1 (Paperback)
  - 2004: Assassini: gekürzte Romanfassung (Hörbuch, gelesen von Ulrich Pleitgen), Lübbe Audio, ISBN 3-7857-1416-5.